# ناحیه فاین لیکس، شهرستان سنت لوئیس، مینه سوتا
ناحیه فاین لیکس (به انگلیسی: Fine Lakes Township) یک منطقهٔ مسکونی در ایالات متحده آمریکا است که در شهرستان سنت لوئیس، مینه‌سوتا واقع شده‌است.
 ناحیه فاین لیکس ۹۳٫۰ کیلومتر مربع مساحت و ۱۳۴ نفر جمعیت دارد و ۳۹۹ متر بالاتر از سطح دریا واقع شده‌است.